# پروفسور (رمان)
پروفسور (به انگلیسی: The Professor) اولین رمان شارلوت برونته بود، که قبل از جین ایر نوشته شده بود، اما توسط بسیاری از موسسات انتشاراتی رد شد. سرانجام، پس از مرگش، در سال ۱۸۵۷، با تأیید همسر شارلوت برونته، آرتور بل نیکولاس، که وظیفه بررسی و ویرایش متن را بر عهده گرفت، منتشر شد.